# 原田窓香
原田 窓香（はらだ まどか、現姓は保科、1985年12月15日 - ）は、日本のリュージュ選手。長野日大高校、信州大学卒業、八十二銀行所属。トリノ、バンクーバー両オリンピック日本代表。

## 来歴
父の仕事の都合によりブラジルで生まれ、3歳までベロオリゾンテで過ごした。長野県長野市に移住後、小学5年生のときに父親が1998年長野オリンピックのリュージュ担当競技役員になったことがきっかけで競技を始める。中学生時よりジュニアのワールドカップに出場。2003年12月、全日本リュージュ選手権大会で初優勝（以後2014年まで12連覇中）。2004年にリュージュ・ワールドカップ初出場。2006年2月、トリノオリンピックに出場し、ワールドカップを含めても自己最高順位の13位となる（日本女子選手のオリンピック成績でも歴代2位）。2007-08シーズン開幕戦で自己最高を更新する11位。2008年5月よりイタリアに留学し、イタリアチーム監督のワルター・プライクナーに指導を受ける。
リュージュ世界選手権では2007年22位、2008年19位、2009年31位。
2010年2月、バンクーバーオリンピックに出場して完走27人中26位に終わった。